# George Finch (9e comte de Winchilsea)
Pour l’article homonyme, voir George Finch.
George Finch, 9e comte de Winchilsea (4 novembre 1752 - 2 août 1826), est une figure importante de l'histoire du cricket. Ses principales contributions au jeu sont le patronage et l'organisation, mais Winchilsea, bien qu'amateur, est également un joueur très enthousiaste. Il sert avec le 87e régiment d'infanterie lors de la Guerre d'indépendance des États-Unis depuis sa formation en 1779 jusqu'à sa dissolution en 1783, avec les rangs temporaires de major et de lieutenant-colonel.

## Jeunesse

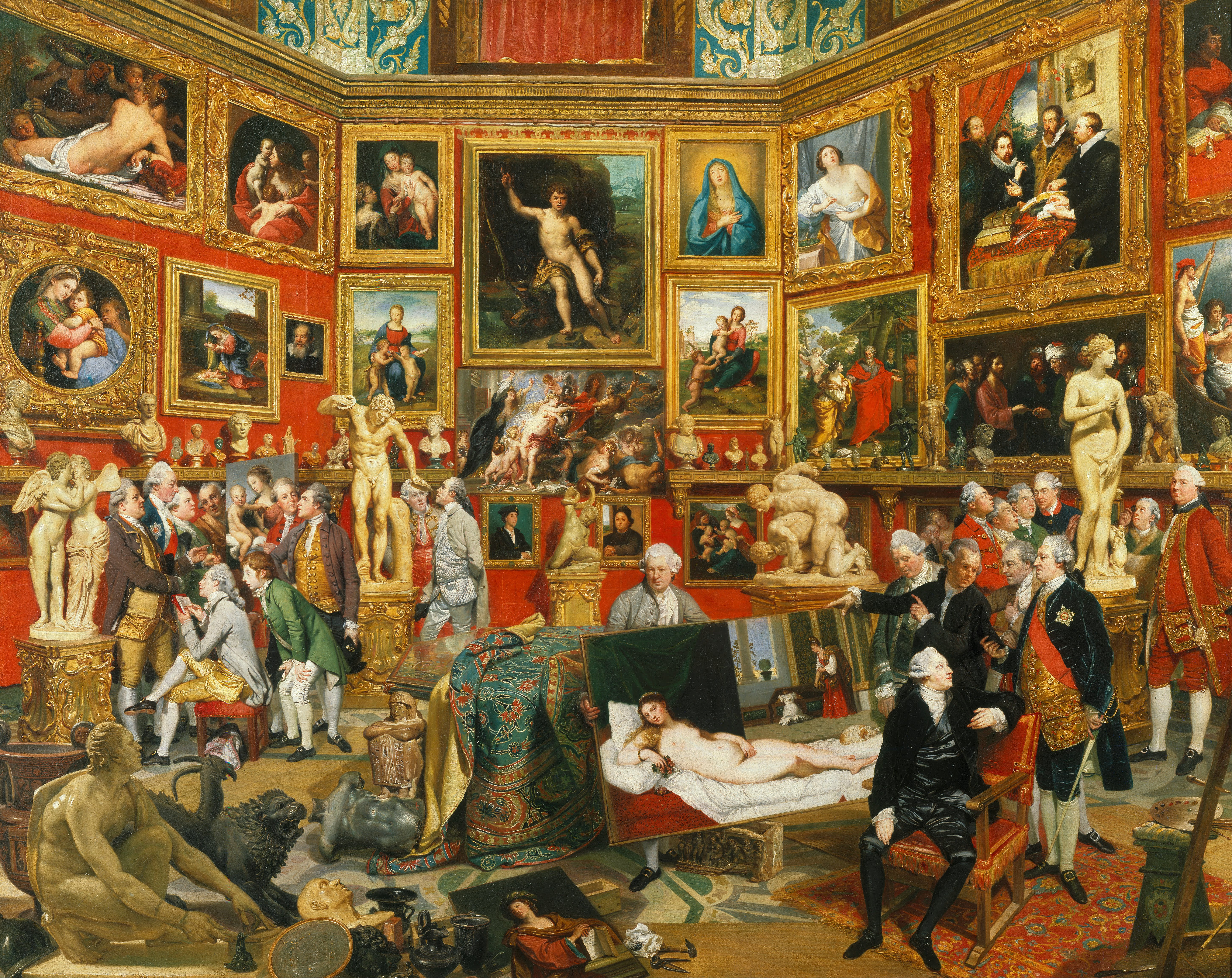
La tribune des Offices

Il est le fils de William Finch, qui est lui-même le deuxième fils, par son deuxième mariage, de Daniel Finch, 2e comte de Nottingham (1647-1730), et de Charlotte Fermor, fille de Thomas Fermor, 1er comte de Pomfret. Son père meurt en 1766 et il hérite du titre de comte de Winchilsea en 1769 de son oncle, mort sans enfant, Daniel Finch, 8e comte de Winchilsea), ainsi que de son domaine de Burley-on-the-Hill, à Rutland.
Dans les années 1770, Finch est à Florence, comme on le voit en tant que personnage reconnaissable à droite du tableau de Johan Joseph Zoffany représentant La Tribune des Offices .

## Joueur de cricket
AA Thomson a écrit que Winchilsea "irait n’importe où pour un match de cricket" . Il était certainement l’un des joueurs les plus enregistrés du XVIIIe siècle, bien qu’il soit loin d’être parmi les meilleurs et qu’il ait déjà 33 ans lorsqu’il a été enregistré pour la première fois dans un match senior. Il est connu pour avoir joué dans plus de 130 matches de première classe de 1785 à 1804 et des records de nombreux autres matches ont certainement été perdus. Son niveau d'activité est égalé par peu de ses contemporains; seuls Billy Beldham et Tom Walker ont fait un nombre sensiblement plus important de matchs. Lord Frederick Beauclerk et George Louch étaient les seuls amateurs de cette époque aussi prolifiques que Winchilsea, mais ils étaient bien meilleurs joueurs car Winchilsea sur le terrain constituait un handicap. Sa moyenne en carrière au bâton était faible.
Vers 1784, Winchilsea fut l’un des principaux artisans de la fondation du White Conduit Club (WCC), appelé ainsi parce qu’il jouait sur le White Conduit Fields. C’était apparemment un club exclusif pour lequel "seuls les hommes" pouvaient jouer, mais le club employait des professionnels, notamment le lanceur Thomas Lord, un homme qui était reconnu pour son sens des affaires ainsi que pour son aptitude au bowling. C'est en 1785 que le club apparaît pour la première fois dans un match de première classe. White Conduit Fields était un espace ouvert permettant au public, y compris aux plus déchaînés, de regarder les matchs et d’exprimer ses opinions sur le jeu et les joueurs. Les messieurs de White Conduit ne sont pas amusés par de telles interruptions et décident de chercher un lieu plus privé.
Winchilsea et le colonel Charles Lennox ont chargé Lord de trouver un nouveau terrain et lui ont offert une garantie contre les pertes pouvant en résulter. Lord a pris un bail du domaine Portman sur un terrain situé à Dorset Fields à Marylebone, où se trouve maintenant Dorset Square ; le sol a été préparé et ouvert en 1787. Le premier match connu a commencé le lundi 21 mai 1787 entre le White Conduit Club et le Middlesex. C'était le premier terrain de Lord, à l'origine appelé le New Ground et, comme c'était à Marylebone, le COE a décidé de s'appeler lui-même le club de cricket Marylebone (MCC). Le comte de Winchilsea fut l’un de ses premiers inscrits.

## Vie privée

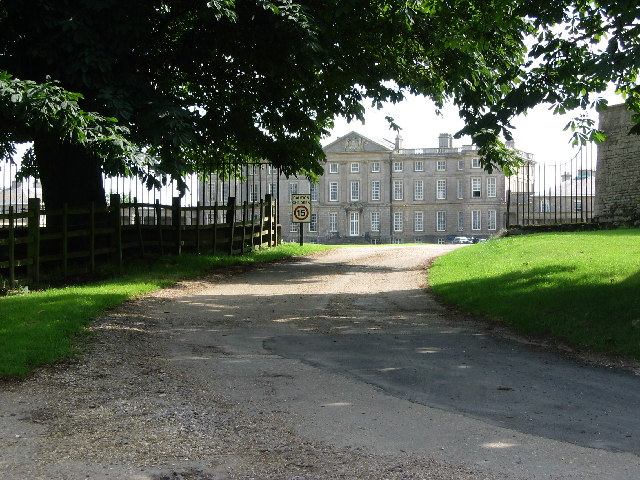
Burley House

Lord Winchilsea ne s’est jamais marié et est décédé en 1826. Ses titres ont été transmis au fils de son cousin, George Finch-Hatton. Son fils illégitime, George Finch (1794-1870), à qui il lègue Burley House, devient un homme politique.